# 1998年臺灣
|        | 臺灣歷史 \| 台灣歷史年表 |
| 世纪： | 19世纪臺灣 \| 20世纪臺灣 \| 21世纪臺灣 |
| 年代： | 1960年代臺灣 \| 1970年代臺灣 \| 1980年代臺灣 \| 1990年代臺灣 \| 2000年代臺灣 \| 2010年代臺灣 \| 2020年代臺灣                                           |
| 年份： | 1993年臺灣 \| 1994年臺灣 \| 1995年臺灣 \| 1996年臺灣 \| 1997年臺灣 \| 1998年臺灣 \| 1999年臺灣 \| 2000年臺灣 \| 2001年臺灣 \| 2002年臺灣 \| 2003年臺灣 |
| 纪年： | 戊寅年（虎年）、中華民國87年 |

## 政府

### 國家正副元首

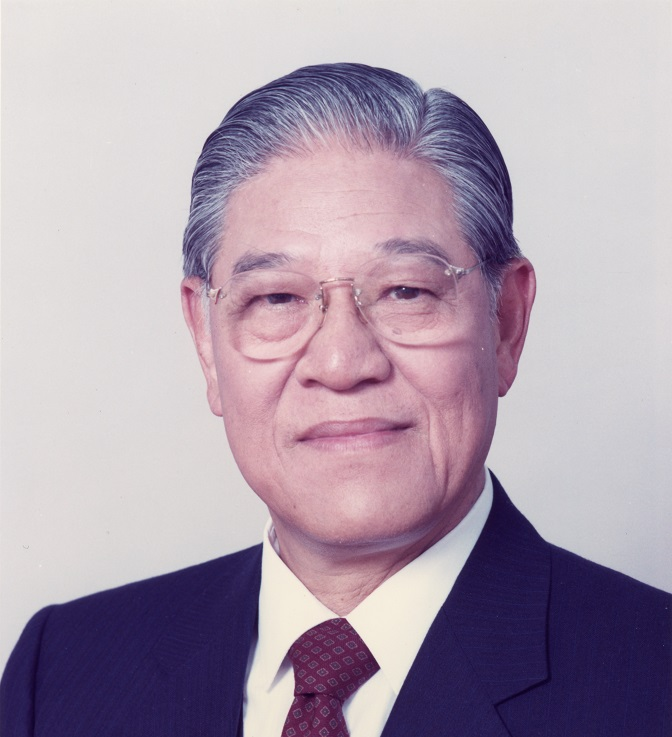
總統：李登輝
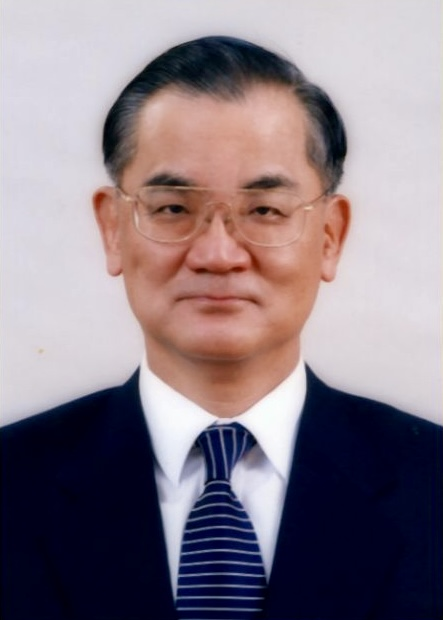
副總統：連戰

### 五院首長

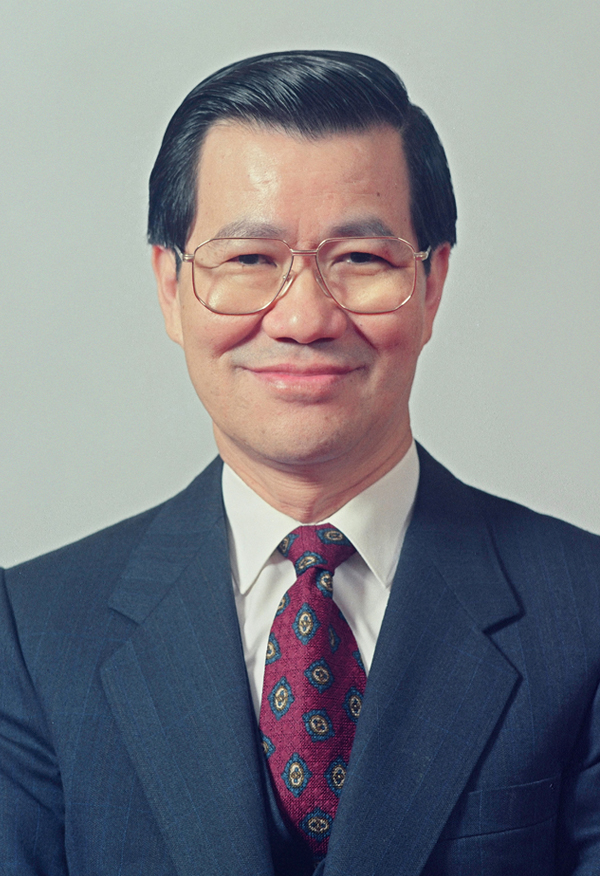
行政院院長：蕭萬長
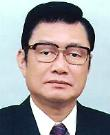
立法院院長：劉松藩
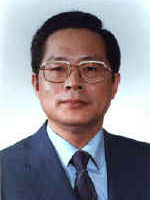
司法院院長：施啟揚
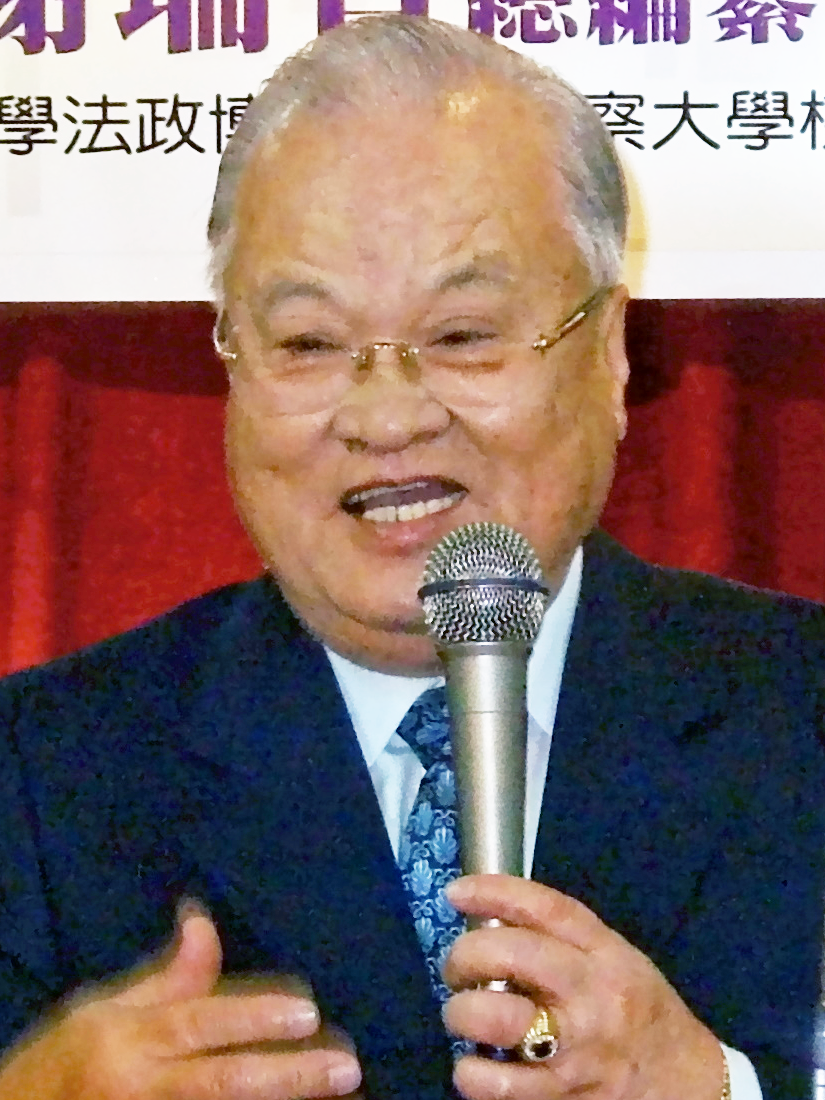
考試院院長：許水德
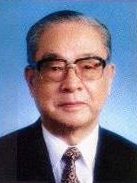
監察院院長：王作榮

### 省政府主席

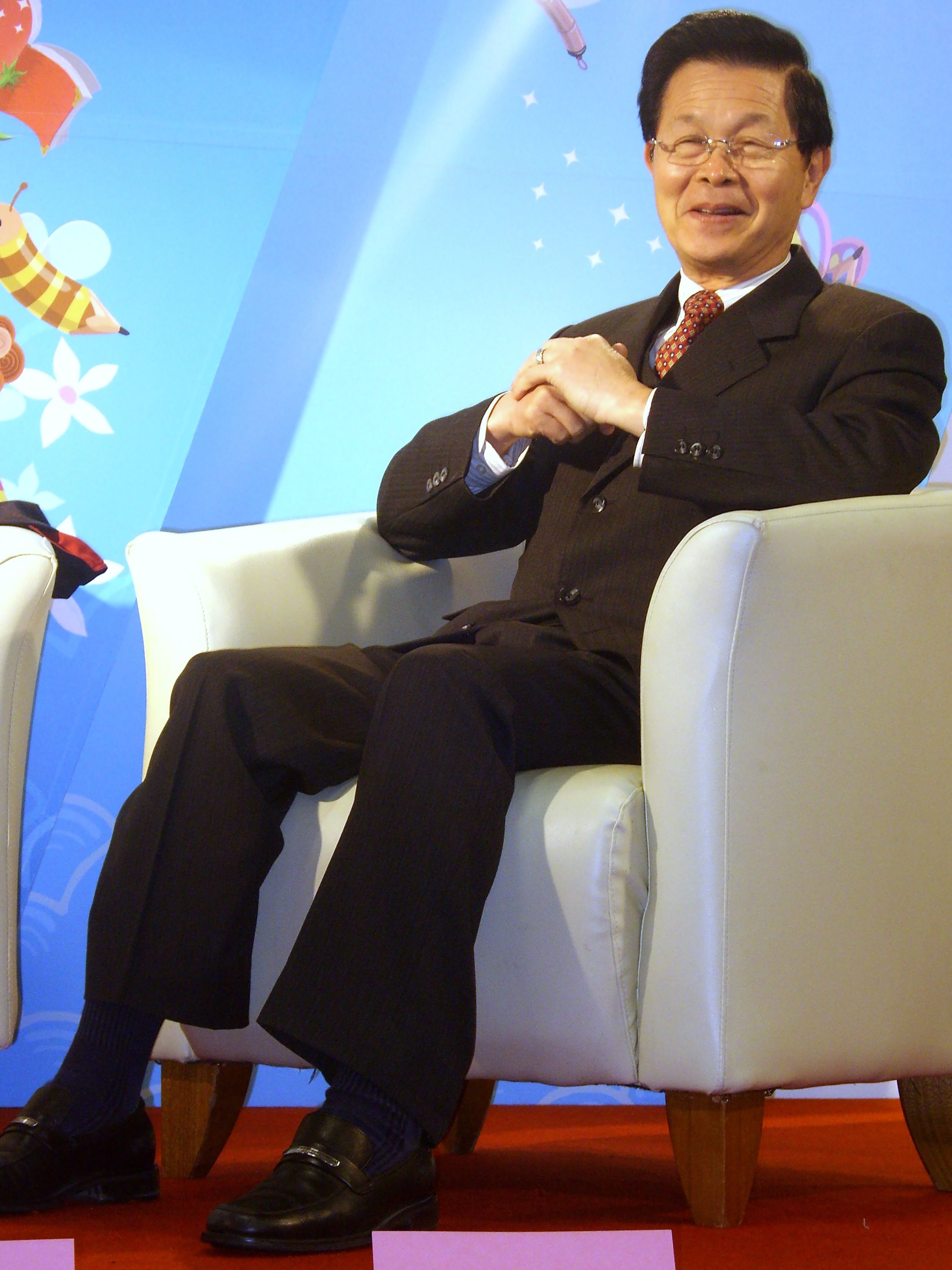
臺灣省政府主席：趙守博
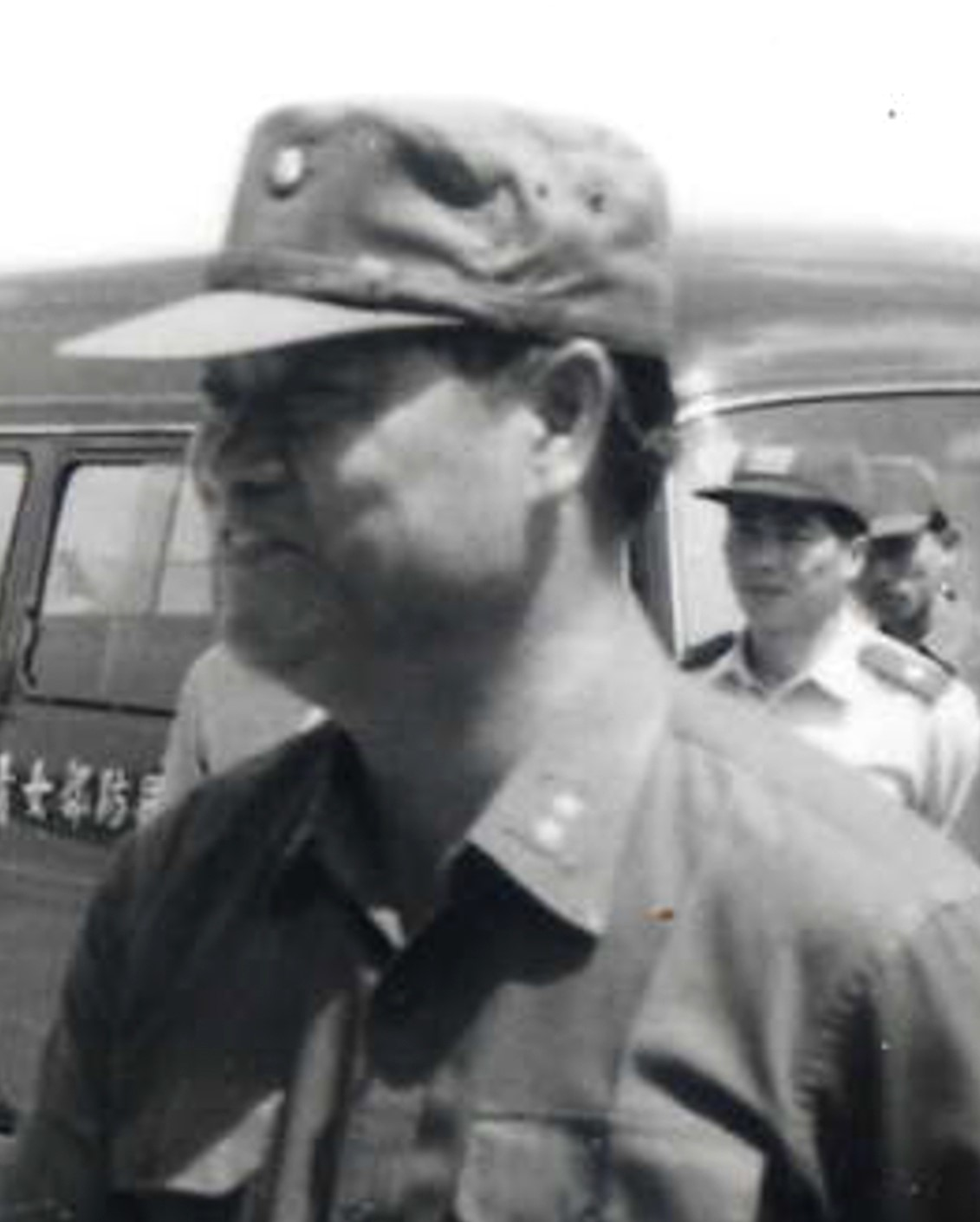
福建省政府主席：顏忠誠

### 成員變動

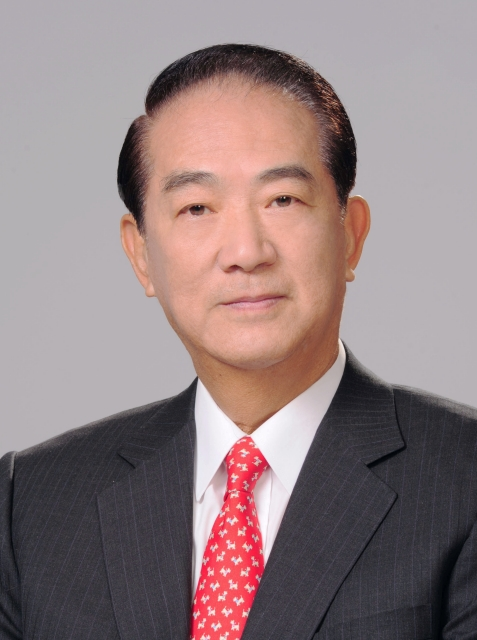
臺灣省省長：宋楚瑜（恢復臺灣省政府主席職位）
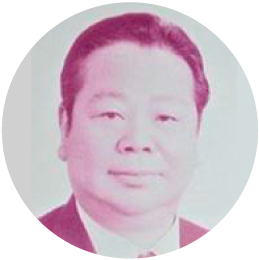
福建省政府主席：吳金贊（任期屆滿）

## 大事记

### 2月
- 2月16日：中華航空676號班機空難：一架中華航空公司編號B-1814的空中巴士從印尼峇里島峇里國際機場至當時的臺灣中正國際機場（現名臺灣桃園國際機場），在降落時發生事故，墜毀於中正國際機場旁的國際路二段（台15線）一帶，機上所有乘客與機組人員罹難；並波及國際路二段上的民宅與汽車，導致地面上6人死亡。
- 2月21日：台北市中正區的醫學人文博物館開幕。

### 3月
- 3月7日：清華大學發生震驚國際的洪曉慧事件。

### 4月
- 4月28日：電視劇《還珠格格》在台灣中視首播。

### 7月
- 7月1日：第五間無線電視頻道公共電視台於當日中午首次開台。
- 7月2日：實境兒童節目水果冰淇淋在公共電視台首次開播。

### 9月
- 9月1日：IKEA於臺灣台北市敦化北路開立佔地1200坪的大型賣場環亞店（之後變更為敦北店）

### 10月
- 10月中：瑞伯颱風造成汐止、內湖水災，臺灣農損近19億台幣，19死15失蹤。[1]
- 10月11日：發生震驚社會的林清岳弒親案。
- 10月底：寶絲颱風影響，汐止水災。

### 12月
- 12月5日：第四屆中華民國立法委員選舉進行投開票。
- 12月21日：實施精省。
- 12月24日：台北捷運的捷運中和線以及新店線「中正紀念堂－古亭」段正式通車啟用（直通淡水線、中和線），列車行駛區間為「淡水－南勢角」。

## 出生
参见： 1998年出生
- 1月3日——
  - 蘇志尹：歌手。
  - 李芷蓁：羽球選手。
  - 梁庭瑜：羽球選手。
- 1月7日——葉子霆：棒球選手。
- 1月9日——董秉軒：棒球選手。
- 1月11日——侯光武：跆拳道運動員。
- 1月16日——
  - 許哲晏：棒球選手。
  - 簡廷兆：籃球運動員。
- 1月19日——林均濠：籃球運動員。
- 1月20日——白劭宇：足球運動員。
- 1月26日——張家盛：廣播主持人、Twitch網紅。
- 1月27日——羅鎬至：舉重運動員。
- 1月29日——林俊吉：籃球運動員。
- 1月31日——姚智騰：圍棋棋士。
- 2月7日──
  - 王淨：台灣女演員。
  - 饒廷宇：射箭選手。
- 2月10日——許雅涵：鋼琴家。
- 2月17日——黃正良：排球運動員。
- 2月19日——彭曉彤：籃球運動員。
- 2月21日——王竫婷：籃球運動員。
- 2月27日——羅子恆：電競選手。
- 3月7日——彭翊慈：啦啦隊員，是Fubon Angels成員之一。
- 3月8日——方妤：籃球運動員。
- 3月14日——蘇思羽：鋼琴家。
- 3月19日——同理：台灣男歌手。
- 3月22日——許峻暘：棒球選手。
- 3月23日——徐仕宏：籃球運動員。
- 3月25日——吳季穎：籃球運動員。
- 3月28日——余杰恩：演員。
- 4月1日——魏漢鼎：演員。
- 4月6日——胡綾芳：羽球選手。
- 4月7日——周天觀：學生運動人士，是周大觀之弟。
- 4月10日——曾筠芯：歌手。
- 4月15日——姚杰宏：棒球選手。
- 4月18日——洪于崴：演員、模特兒。
- 4月23日——游家煌：足球運動員。
- 4月27日——吳詩儀：拳擊運動員。
- 4月29日——陳琥：棒球選手。
- 5月6日——陳聖文：幕僚，曾任邱志偉助理。
- 5月7日——
  - 洪晴：演員。
  - 姜廣謙：籃球運動員。
- 5月11日——陳柏任：舉重運動員。
- 5月12日——吳東霖：網球選手。
- 5月17日——藍翊誠：棒球選手。
- 5月20日——陳信遠：羽球選手。
- 5月29日——葵妮：歌手、舞蹈老師。
- 6月2日——李育群：Twitch網紅、YouTube網紅。
- 6月11日——劉子碩：歌手、主持人，曾於2018年7月至2020年11月間赴香港發展。
- 6月12日——林楷錡：棒球選手，是林琨瑋之子。
- 6月13日——黃渼茜：游泳運動員。
- 6月23日——潘親御：演員。
- 6月29日——陳詩妤：歌手。
- 7月3日——林欣蓉：雪橇運動員。
- 7月4日——
  - 邱偲琹：演員。
  - 吳睿軒：歌手，是吳宗憲獨子。
- 7月5日——
  - 謝章穎：演員。
  - 魏溢慶：田徑運動員。
- 7月8日——劉韋辰：演員。
- 7月19日——周桂羽：籃球運動員。
- 7月23日——鄭心慈：歌手。
- 7月27日——
  - 謝采紋：歌手。
  - 何思靜：演員。
- 7月29日——簡家暐：籃球運動員。
- 8月2日——黃柏峰：演員。
- 8月4日——傅顯皓：演員。
- 8月8日——曾祥鈞：籃球運動員。
- 8月11日——
  - 楊昆弼：射擊運動員。
  - 俞俊安：高爾夫球運動員。
- 8月20日——爆哥：電競選手。
- 8月21日——詹懷雲：演員。
- 8月22日——丁聖儒：籃球運動員。
- 8月28日——郭翰：籃球運動員。
- 9月1日——張冠廷：棒球選手。
- 9月2日——
  - 蘇俊璋：棒球選手。
  - 王振原：籃球運動員。
- 9月6日——藍愷青：棒球選手。
- 9月8日——黃建智：籃球運動員。
- 9月9日——陳奕綸：籃球運動員。
- 9月16日——
  - 楊晉豪：棒球選手。
  - 田浩：籃球運動員。
- 9月17日——蘇柏亞：跆拳道運動員。
- 9月22日——高國豪：籃球運動員。
- 9月27日——李若潼：啦啦隊員，是Rakuten Girls成員之一。
- 9月28日——廖健富：棒球選手。
- 9月30日——廖晏均：田徑運動員。
- 10月5日——謝博安：歌手、演員。
- 10月7日——洪楷傑：籃球運動員。
- 10月9日——林暉盛：棒球選手。
- 10月11日——羅培甄：籃球運動員。
- 10月14日——王晨宇：跆拳道運動員。
- 10月16日——李家慷：籃球運動員。
- 10月21日——卓承齊：游泳運動員。
- 10月22日——陳真：棒球選手。
- 10月23日——莫宰羊：歌手。
- 10月28日——蔣浩偉：籃球運動員。
- 10月29日——張喜凱：棒球選手。
- 10月30日——
  - 林梓峰：籃球運動員。
  - 謝亞軒：籃球運動員。
- 11月6日——楊尚融：歌手，樂團noovy主唱。
- 11月8日——呂蔡瑜倫：籃球運動員。
- 11月12日——陳紫渝：政治人物。
- 11月13日——成晉：棒球選手。
- 11月16日——方振宇：羽球運動員。
- 11月23日——劉昕妤：籃球運動員。
- 11月29日——翁瑋均：棒球選手。
- 11月30日——安原申：演員。
- 12月1日——鄧愷威：棒球選手。
- 12月3日——虹茜：演員。
- 12月8日──陳嫺靜：台灣饒舌女歌手。
- 12月9日——兵承育：演員。
- 12月20日——林湘緹：羽球選手。
- 12月23日——林澤彬：棒球選手。
- 12月24日——沈彥汝：羽球運動員。
- 12月28日——林仕軒：籃球運動員。
- 12月29日——
  - 王詠誠：籃球運動員。
  - 吳念哲：籃球運動員。
- 12月31日——吳俊偉：棒球選手。

## 逝世
- 2月16日——許遠東，金融學者。曾任中央銀行總裁。於大園空難中罹難。（1927年出生）
- 2月22日——陳重光，企業家、政治人物。曾任臺灣養樂多公司董事長、臺北市議員。（1913年出生）
- 3月27日——陳進，畫家。與林玉山、郭雪湖合稱「台展三少年」。（1907年出生）
- 3月27日——朱西甯，原名朱青海，以上校退役，臺灣軍旅作家，籍貫山東省臨朐縣。
- 4月27日——劉啟祥，畫家。（1910年出生）
- 5月3日——薛岳，中華民國軍事將領、政治人物。
- 5月16日——楊建華，法律學者，中華民國前司法院大法官。
- 7月29日——林滴娟，政治人物。在中國被綁架殺害。（1966年出生）
- 8月6日——盧修一，政治人物。戒嚴時期黨外運動參與者，曾任立法委員。（1941年出生）
- 8月12日——葉俊麟，歌詞作詞家。著有〈舊情綿綿〉、〈思慕的人〉、〈水車姑娘〉。（1921年出生）